# Mistrzostwa Świata w Kolarstwie Torowym 1907
15. Mistrzostwa Świata w Kolarstwie Torowym 1907 odbyły się w stolicy Francji – Paryżu.

## Medaliści

### Mężczyźni
| Konkurencja                              | Złoto           | Srebro        | Brąz             |
| ---------------------------------------- | --------------- | ------------- | ---------------- |
| Sprint indywidualny amatorów             | Jean Devoissoux | André Auffray | Camille Avrillon |
| Wyścig ze startu zatrzymanego amatorów   | Leon Meredith   | Victor Tubbax | Maurice Brocco   |
| Sprint indywidualny zawodowców           | Émile Friol     | Henry Mayer   | Walter Rütt      |
| Wyścig ze startu zatrzymanego zawodowców | Louis Darragon  | Karel Verbist | Georges Parent   |

## Klasyfikacja medalowa
| Miejsce | Państwo              |   |   |   | Razem |
| ------- | -------------------- | - | - | - | ----- |
| 1.      | Francja              | 3 | 1 | 3 | 7     |
| 2.      | Wielka Brytania      | 1 | 0 | 0 | 1     |
| 3.      | Belgia               | 0 | 2 | 0 | 2     |
| 4.      | Cesarstwo Niemieckie | 0 | 1 | 1 | 2     |